# 葉伊卡河
葉伊卡河（羅馬化：Yeyka）是俄羅斯的河流，屬於下通古斯河的右支流，由伊尔库茨克州和克拉斯諾亞爾斯克邊疆區負責管轄，河道全長400公里，流域面積18,900平方公里，流經中西伯利亞高原，河水主要來自雨水和融雪。